# 三西和
三西和，是臺灣屏東縣東港鎮的一個傳統地域名稱，位於該鎮北部東側。相較於今日行政區，其範圍大致包括興農里東大半部、興和里、東新里東部、船頭里北部邊界地帶東段。
本地區境內主要聚落為三西和，設有慈惠醫護管理專科學校。

## 歷史
台灣日治初期，三西和地區為一街庄，稱為「三西和庄」（舊制街庄），隸屬於港東中里。該庄昔日西北、北及東北隔東港溪支流溪州溪與過溪仔庄為界，東與七塊厝庄為鄰，南邊為下廍庄、大潭新庄，西邊為內關帝庄。
1901年（日治明治三十四年）11月11日，全台廢縣廳改設二十廳，該庄隸屬於阿猴廳。1904年（明治三十七年）4月15日，該庄編入「溪洲區」，隸屬於阿猴廳。1905年（明治三十八年）4月1日，阿猴廳改稱「阿緱廳」。1909年（明治四十二年）10月25日，全台合併二十廳為十二廳，溪洲區仍隸屬於阿緱廳。1920年（大正九年）10月1日，全台地方制度大改正，廢十二廳改設五州二廳，該庄改制為「三西和」大字，隸屬於高雄州東港郡東港街（新制街庄）。
戰後東港街改制為東港鎮，隸屬於高雄縣，大字亦改制為村。1950年（民國39年）10月1日，高、屏分治，東港鎮改隸屬於屏東縣。
相較於今日行政區，本地區的範圍大致包括興農里東大半部、興和里、東新里東部、船頭里北部邊界地帶東段。

## 聚落
本地區發展較早的聚落為三西和，在日治初期的官方地圖上已有記載。

## 交通
縣道187號是水門至東港的道路，經過本地區的北部。由該道路北行可前往崁頂鄉、潮州鎮、萬巒鄉、內埔鄉等地；南行可前往東港市區，並止於省道台17線轉角路口。
縣道187乙線是萬巒至海坪的道路，經過本地區的三西和聚落。由該道路東北行可前往南州鄉、新埤鄉、潮州鎮、萬巒鄉等地；西南行可前往內關帝地區，並止於海坪聚落的縣道187號路口。
鄉道屏67線是後廍至新港東的道路，其南側端點（終點）位於本地區西北部的縣道187號路口。
鄉道屏69線是五魁寮至興和的道路，其南側端點（終點）位於本地區東部的鄉道屏127線路口。
鄉道屏125線是三西和至船仔頭的道路，其北側端點（起點）位於本地區中部、三西和聚落西側的縣道187乙線路口。
鄉道屏127線是三西和至下廍的道路，其北側端點（起點）位於本地區中部略偏東、三西和聚落縣道187乙線路口。

## 學校
- 慈惠醫護管理專科學校（大部分）